# Rafael García Repullo
Rafael García Repullo, conosciuto calcisticamente come Tinte (Cordova, 29 dicembre 1923 – Cordova, 11 gennaio 2000), è stato un calciatore e allenatore di calcio spagnolo.

## Carriera
In attività giocava come difensore. Con l'Atlético Madrid vinse due campionati e una coppa Eva Duarte.

## Palmarès

### Giocatore

#### Competizioni nazionali
- Campionato spagnolo: 2

Atletico Madrid: 1949-1950, 1950-1951
- Coppa Eva Duarte: 1

Atletico Madrid: 1951